# Parayasa nigrolimbata
Parayasa nigrolimbata är en insektsart som beskrevs av Ananthasubramanian 1980. Parayasa nigrolimbata ingår i släktet Parayasa och familjen hornstritar. Inga underarter finns listade i Catalogue of Life.